# Bad Robot Productions
Bad Robot Productions, Bad Robot – amerykańska wytwórnia filmowa, założona w 2001 roku, której właścicielem jest J.J. Abrams. Producent m.in. serii Zagubieni, Fringe: Na granicy światów czy filmu Gwiezdne wojny: Przebudzenie Mocy. Współpracuje z Paramount Pictures i Warner Bros.